# إريك أندرسون (عالم اجتماع)
إريك أندرسون (بالإنجليزية: Eric Anderson)‏ هو عالم اجتماع أمريكي، ولد في 18 يناير 1968.